# Mołoga
Mołoga (ros. Молога) – lewy dopływ Wołgi mający swe źródła na Wzgórzach Wałdaj w obwodzie twerskim, na terenie Rosji.
U ujścia rzeki znajdowało się miasto Mołoga.